# Gà Ardennes

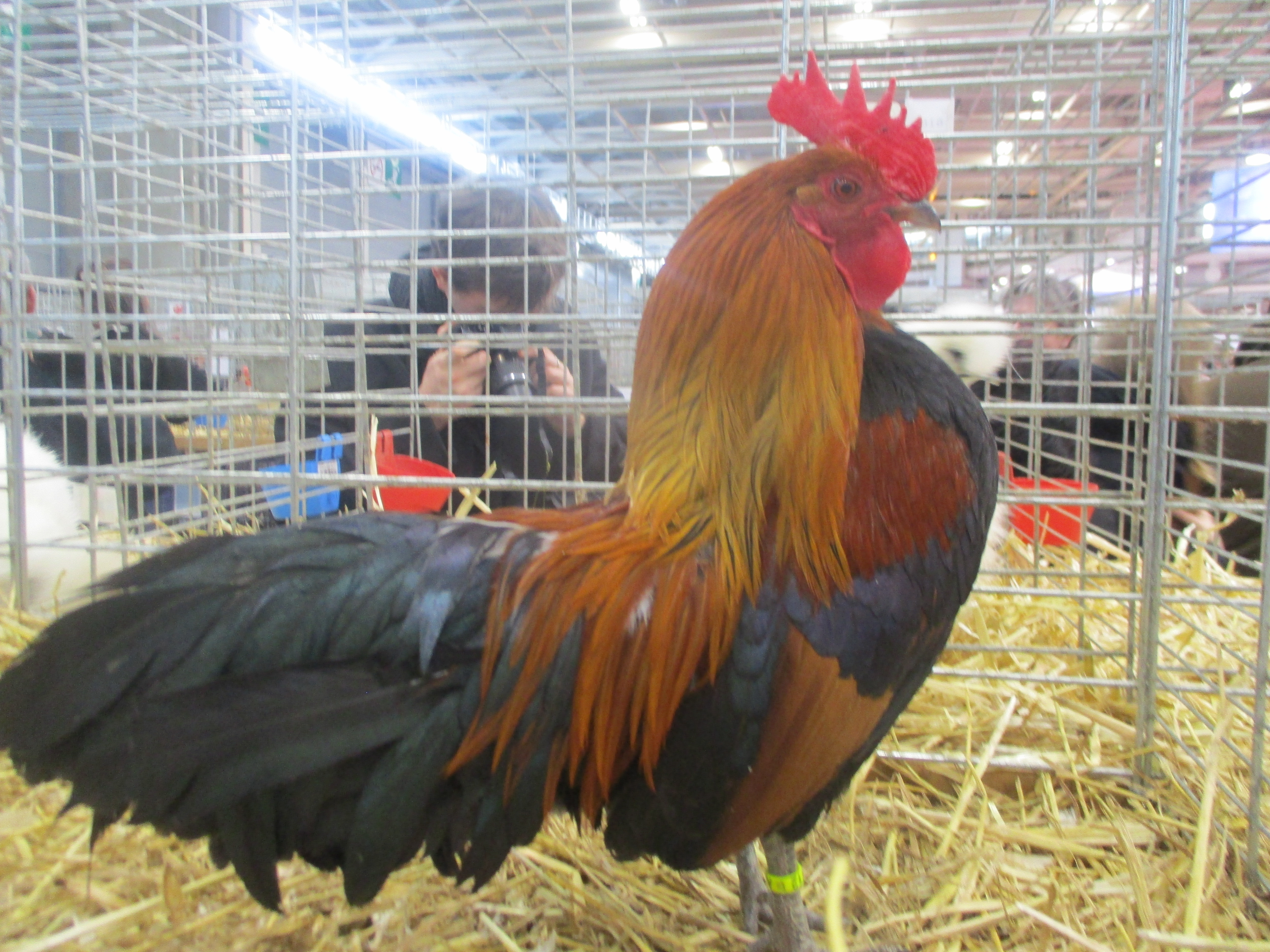
Gà Ardennes

Gà Ardennes (phát âm tiếng Việt: gà An-đéc-ne, tiếng Pháp: Poule ardennaise) à một giống gà nội địa từ cao nguyên Ardennes ở Bỉ và miền đông nước Pháp. Phạm vi phân bố của nó kéo dài từ Pays de Herve ở Wallonia đến tỉnh Ardennes của Pháp và bao gồm các vùng Fagnes, Famenne, và các thung lũng của Amblève, Ourthe và Semois. Các con gà Ardennaise là có mối quan hệ di truyền gần với gà Bresse Gauloise. Mười hai màu được công nhận. Trong một năm, một con gà Ardennaise đẻ khoảng 180 quả trứng gà vỏ trắng có trọng lượng 36–57g, với trọng lượng trung bình 52g.

## Lịch sử
Các con gà Ardennes là một giống gà truyền thống của vùng Ardennes. Mô tả đầu tiên về giống gà này là của ông Victor La Perre de Roo vào năm 1882, tại thời điểm giống gà này đã dần trở nên hiếm hoi hơn. Câu lạc bộ các nhà lai tạo gia cầm, Liên minh Avicole de Liége, được thành lập năm 1893, và dưới sự bảo trợ của nhóm tổ chức này, giống gà Ardennaise được hưởng gần ba mươi năm thành công về mặt nhân giống.
Sau Chiến tranh thế giới thứ nhất, việc nhập khẩu đại trà giống gà chân vàng từ Ý, với khả năng đẻ cao hơn nhiều, là một mối đe dọa mới cho giống gà này. Chọn lọc giống vật nuôi trong chăn nuôi gia cầm làm cho gà Ardennaise cho khả năng đẻ tốt hơn bắt đầu vào năm 1922, với một số thành công. Tuy nhiên, gà Ardennaise cũng được lai tạo với đàn giống của gà Leghorn, dẫn đến một sự suy giảm hơn nữa. Đến năm 1940, không có dấu vết còn lại của giống gà này. Nó được tái tạo trong khoảng thời gian khoảng ba mươi năm sau Thế chiến thứ hai. Năm 2009, tổng số lượng giống gà này được ước tính vào khoảng năm 2000.
Một phiên bản của gà Bantam Ardennaise được tạo ra ở Liège trong khoảng năm hoặc sáu năm từ năm 1904. Nó được thể hiện từ năm 1907 và tiêu chuẩn này đã được phê chuẩn vào năm 1913. Một biến thể ít đuôi, đôi khi được coi là một giống riêng biệt, mà theo tiếng Hà Lan là Ardenner Bolstaart hoặc tiếng Pháp là Sans-queue des Ardennes giống hệt với giống tiêu chuẩn ở mọi khía cạnh, ngoại trừ sự vắng mặt của xương đặc thù và đuôi, gây ra bởi gen Rp chi phối. Cả Sans-queue và biến thể bantam của nó đều bị đe dọa nghiêm trọng.